# Quintus Caecilius Metellus Pius

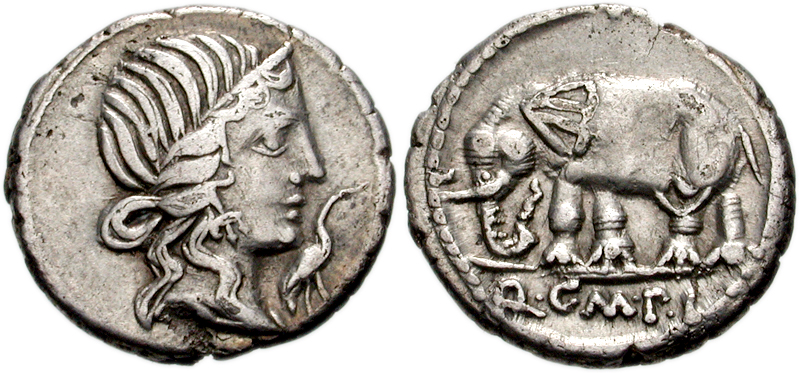
Quintus Caecilius Metellus Pius érméje.

Quintus Caecilius Metellus Pius (Kr. e. 130 k. – Kr. e. 64/Kr. e. 63.) római politikus és hadvezér, az előkelő, plebeius származású Caecilia gens Metellus-ágához tartozott. Édesapja, a híres Quintus Caecilius Metellus Numidicus Kr. e. 109-ben volt consul.
Agnomenjét (latinul Pius kegyest jelent) Kr. e. 99-ben nyerte el, amikor igen mély érzésekről tett tanúbizonyságot száműzött édesapja visszahívásának ügyében.

## Numidia és az itáliai szövetségesháború
Kr. e. 109-ben, apja consuli évében húszéves kora körül járt, ekkor csatlakozott a consulként Afrikában, a numidiai Jugurtha ellen hadakozó apjához. Kr. e. 89-ben praetorrá választották, és az előző évben kitört itáliai szövetségesháború egyik legfontosabb hadvezére lett. Kr. e. 88-ban győzelmet aratott a szövetségesek Quintus Pompaedius által vezetett serege felett, és még Kr. e. 87-ben is fegyverben volt.

## Sulla és a marianusok polgárháborúja
Éppen Samniumban harcolt, amikor Marius partra szállt Itáliában, és a polgárháborúban csatlakozott Cinnához. Metellust nyomban Rómába rendelte a senatus, és mivel a csapatok jobban bíztak benne, mint Octavius consulban, felkérték a főparancsnokság elvállalására. Pius erre nem volt hajlandó, így rengeteg katona dezertált, átállva Mariusék oldalára.
A helyzetet menthetetlennek ítélő Metellus Africa provinciába menekült, ahol jelentős haderőt gyűjtött. Hamarosan csatlakozott hozzá a Hispaniából menekülő Marcus Licinius Crassus is, akivel azonban konfliktusba kerültek, így csak ideiglenesen egyesítették erőiket. Az egyedül maradt Piust Kr. e. 84-ben legyőzte a marianusok közé tartozó Caius Fabius, mire az Itáliába menekült, és Liguriában húzta meg magát. Amikor hírt kapott Sulla visszatéréséről Kr. e. 83-ban, azonnal Brundisiumba (Brindisi) sietett, és az elsők között csatlakozott hozzá.
Sulla és a marianusok polgárháborújában Metellus mutatkozott az egyik legeredményesebb hadvezérnek. Kr. e. 82-ben Umbriában legyőzte Caius Carrinast, majd Cnaeus Papirius Carbo egy másik alakulatát is, végül Gallia Cisalpina területén döntő vereséget mért Carbo és Caius Norbanus hadaira. Jutalomképpen Kr. e. 80-ban Sullával együtt tölthette be a consuli magistraturát. Hivatali évében támogatta Quintus Calidiust a következő év praetorainak megválasztásakor, mivel mintegy tizenkilenc évvel azelőtt az javasolta néptribunusként a consul apjának visszahívását.

## A Sertortius elleni háború
Kr. e. 79-ben proconsuli rangban Hispaniába ment, hogy leverje a marianus párt utolsó nagy reménységét, Quintus Sertoriust. Ez azonban nehéz feladatnak bizonyult: nyolc évig kellett a hadszíntéren maradnia, és nemhogy győzelmet nem aratott a tehetséges hadvezér ellen, hanem egyenesen Hispania Citeriorból és Galliából kellett segítséget kérnie, de még ez sem volt elég. Rómából az ifjú, proconsuli ranggal felruházott Cnaeus Pompeius Magnust menesztették a segítségére egy újabb hadsereggel, ám Sertorius még a Metellus-Pompeius párost is többször tönkreverte. Mi sem jelzi a helyzetet jobban, hogy amikor végre sikerült győzelmet kicsikarnia Piusnak, olyannyira fellelkesült, hogy pompás ünnepséget rendezett, és jogtalanul imperatornak nevezte magát. Sertorius ennek ellenére gyorsan talpra tudott állni, és feltehetően további akadályokat gördített volna az ellene harcoló hadvezérek ellen, ha a saját táborában ellene intrikáló Marcus Perperna Vento meg nem öli Kr. e. 72-ben. Perpernát gyorsan leverték, Metellus pedig Kr. e. 71-ben hazatért, és december 30-án triumphust tarthatott győzelme tiszteletére.

## Hagyatéka
Metellus Piusról utoljára Kr. e. 65-ben hallunk, amikor Caius Cornelius vádlói között bukkant fel. Kr. e. 63-ban Caius Iulius Caesar követte a pontifex maximusi tisztségben, innen tudható, hogy vagy ekkor, vagy az előző év végén hunyt el.
Pius minden tekintetben az apja nyomdokain járt: az arisztokratikus optimata párt rendíthetetlen támogatója volt, és mind politikusként, mind hadvezérként megállta a helyét. Igaz, képességei nem voltak kiemelkedőek – Sertorius gerilla-hadviselésével például nem tudott mit kezdeni. Apjához hasonlóan támogatta a művészeket, köztük Arkhiaszt, a költőt.
Saját gyermekéről nem tudunk, de örökbe fogadta Publius Cornelius Scipio Nasica praetor gyermekét, aki ekkor felvette a Quintus Caecilius Metellus Pius Scipio nevet, és maga is elnyerte a consuli rangot Kr. e. 52-ben.